# Аугустин (Брашов)
Аугустин (рум. Augustin) насеље је у Румунији у округу Брашов у општини Аугустин. Oпштина се налази на надморској висини од 465 m.

## Становништво
Према подацима из 2002. године у насељу је живело 1490 становника.

### Попис2002.
| Расподела становништва по националности 2002.‍ | Расподела становништва по националности 2002.‍ | Расподела становништва по националности 2002.‍ | Расподела становништва по националности 2002.‍ | Расподела становништва по националности 2002.‍ |
| --------------------------------------------- | --------------------------------------------- | --------------------------------------------- | --------------------------------------------- | --------------------------------------------- |
|                                               |                                               |                                               |                                               |                                               |
| Румуни                                        | Румуни                                        |                                               | 873                                           | 58,6%                                         |
| Мађари                                        | Мађари                                        |                                               | 59                                            | 4,0%                                          |
| Роми                                          | Роми                                          |                                               | 557                                           | 37,4%                                         |